# Barraca de fira
Barraca de fira, o simplement La fira, és una pintura a l'oli realitzada per Pablo Picasso el 1900 a París i que actualment forma part de la col·lecció permanent del Museu Picasso de Barcelona,

## Descripció
Aquesta obra va ser executada per Picasso durant la seva primera estada a París la tardor de 1900. Anomenada també La fira, s'emmarca dins de la sèrie d'obres que Picasso va realitzar al voltant de la vida nocturna parisenca, en què són patents les influències d'artistes com Steinlen i Toulouse-Lautrec. Va formar part de l'exposició Vollard del 1901 a París (segons Daix i Palau es tracta del núm. 59 de l'“Exposition de tableaux de F.Iturrino et de P-R. Picasso").
La temàtica i composició de Barraca de fira fan referència a l'obra cabdal de Picasso d'aquest primer viatge a París, Le Moulin de la Galette, que actualment es troba al Solomon R. Guggenheim Museum de Nova York i que va poder ser contemplada al Museu Picasso de Barcelona durant l'exposició Devorar París, el 2011.
L'aplicació de la pinzellada és fluida i la seva disposició crea un joc d'insinuacions en les quals l'atmosfera de l'ambient dels circs ambulants instal·lats a París recull una iconografia anterior alhora que preludia temes ulteriors. Es pot observar un cert joc amb l'espectador: la dona de l'angle inferior dret està mirant directament l'espectador com si l'invités a participar.
Daix apunta que, probablement, aquesta és una fira que s'instal·lava al Boulevard Clichy de París des del començament de la tardor fins a Reis. Els circs ambulants dels bulevards de París es converteixen en espais de visita freqüents per al jove Picasso i els seus amics al llarg de les seves primeres estades en aquesta ciutat.
Adquirida pel Museu Picasso el 2005, per la seva temàtica i composició s'inscriu dins del conjunt d'obres que ja té el Museu Picasso d'aquest període i que mostren el primer contacte del jove Picasso amb les avantguardes parisenques, com a L'abraçada, La fi del número o L'espera (Margot).

## Exposicions rellevants
- 1901 - Gallerie Vollard, París
- 1955 - Picasso 1900-1955 Múnic, Haus Kunst.
- 1955 - Picasso 1900-1955 Rheinisches Museum Köln-Deutz.
- 1956 - Picasso 1900-1955 Kunsthalle d'Hamburg
- 2006 - Fondation Pierre Gianadda, Martigny (Suïssa)